# 瘤叶短蕊茶
瘤叶短蕊茶（学名：Camellia muricatula）为山茶科山茶属的植物。分布于中国大陆的云南等地，生长于海拔1,700米的地区，多生长于杂木林。